# Светине
Светине (на словенски: Svetinje) е село в Словения, Подравски регион, община Ормож. Според Националната статистическа служба на Република Словения през 2015 г. селото има 51 жители.